# Mixe de Tlahuitoltepec
El mixe de Tlahuitoltepec anomenat mixe de les muntanyes del sud a Wichmann (1995), és una llengua mixe parlada a Mèxic.
El mixe de les muntanyes del sud consisteix en un dialecte nuclear parlat a les viles de Tlahuitoltepec, San Pedro y San Pablo Ayutla, i Tamazulapan, amb dialectes divergents a Tepuxtepec, Tepantlali, i Mixistlán. És una llengua polisintètica amb sistema invers (Romero-Méndez 2008).